# Hinterbrühler See

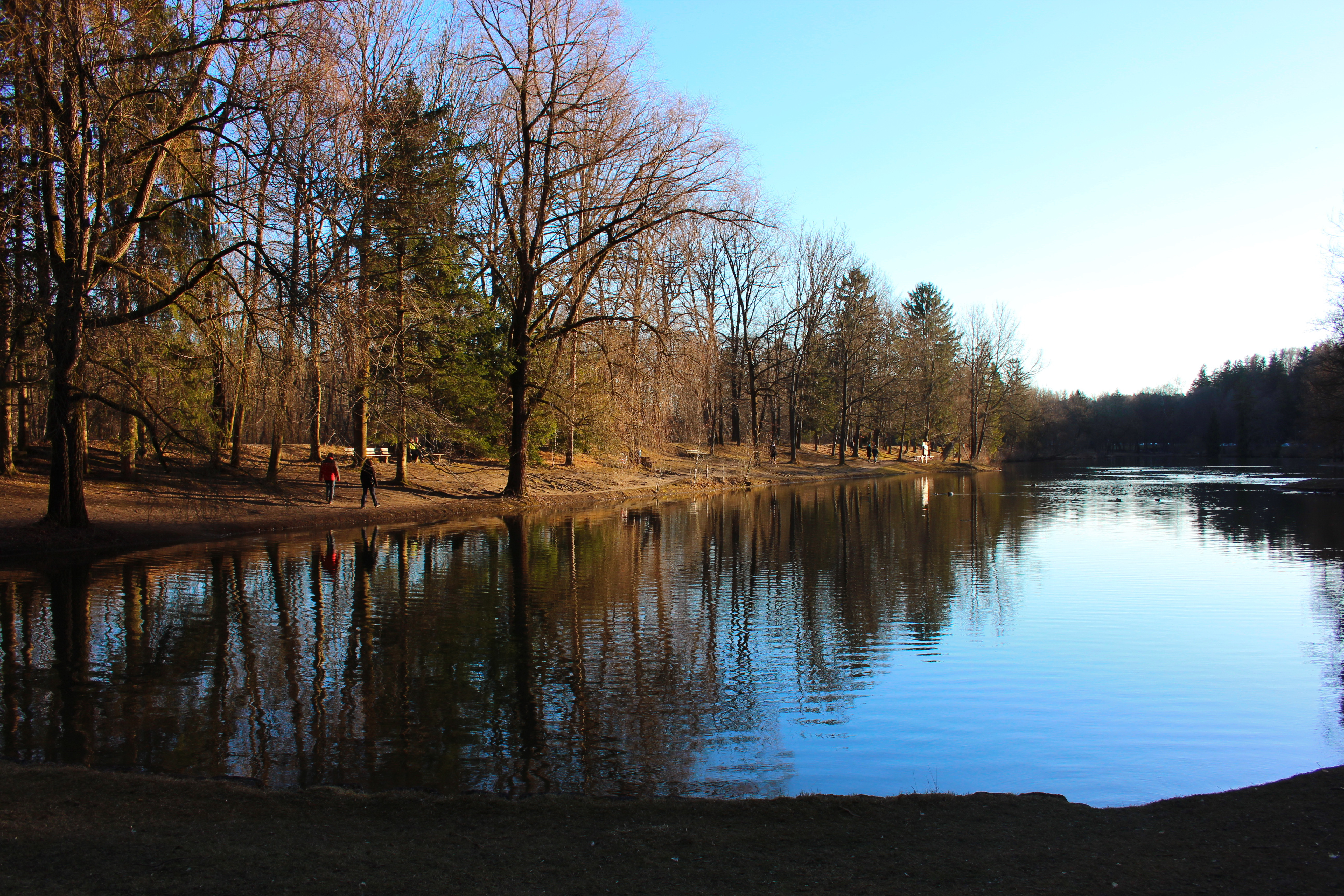
Lac d'Hinterbrühl

Le Hinterbrühler See est un petit plan d'eau situé à Munich dans le quartier de Thalkirchen.

## Emplacement
Le lac est situé dans le quartier Thalkirchen à l'angle entre l'Isar-Werkkanal et le Flosskanal, juste après sa jonction avec l'Isar-Werkkanal. A l'extrémité nord du lac se trouve la maison de l'éclusier à Hinterbrühl, à l'extrémité sud la statue " Le radelier de l'Isar ". Le Gasthof Hinterbrühl est situé de l'autre côté du Flosskanal.

## Histoire
Le lac a été créé au début du XXe siècle dans le cadre de la construction du Flosskanal et de l'extension de l'Isar-Werkkanal. Lors des travaux de construction, un bras mort de l'Isar a été séparé du fleuve principal et partiellement comblé dans la partie sud. De plus, le lac résultant a été agrandi en draguant du gravier pour les barrages du canal.

## Description
Le plan d'eau est alimenté par l'eau de l'Isar-Werkkanal via une petite conduite en béton et est probablement également relié à la nappe phréatique. Il y a deux sorties dans le Flosskanal au nord et à l'ouest. Il y a une petite île dans le lac accessible par une passerelle en bois.
Le Hinterbrühler See est visité toute l'année et est une destination populaire, en été pour l'aviron, en hiver (lorsqu'il est gelé) pour le curling. Le Hinterbrühler See, avec la zone verte attenante, fait partie de la zone de protection du paysage d'Isarauen.

## Photos

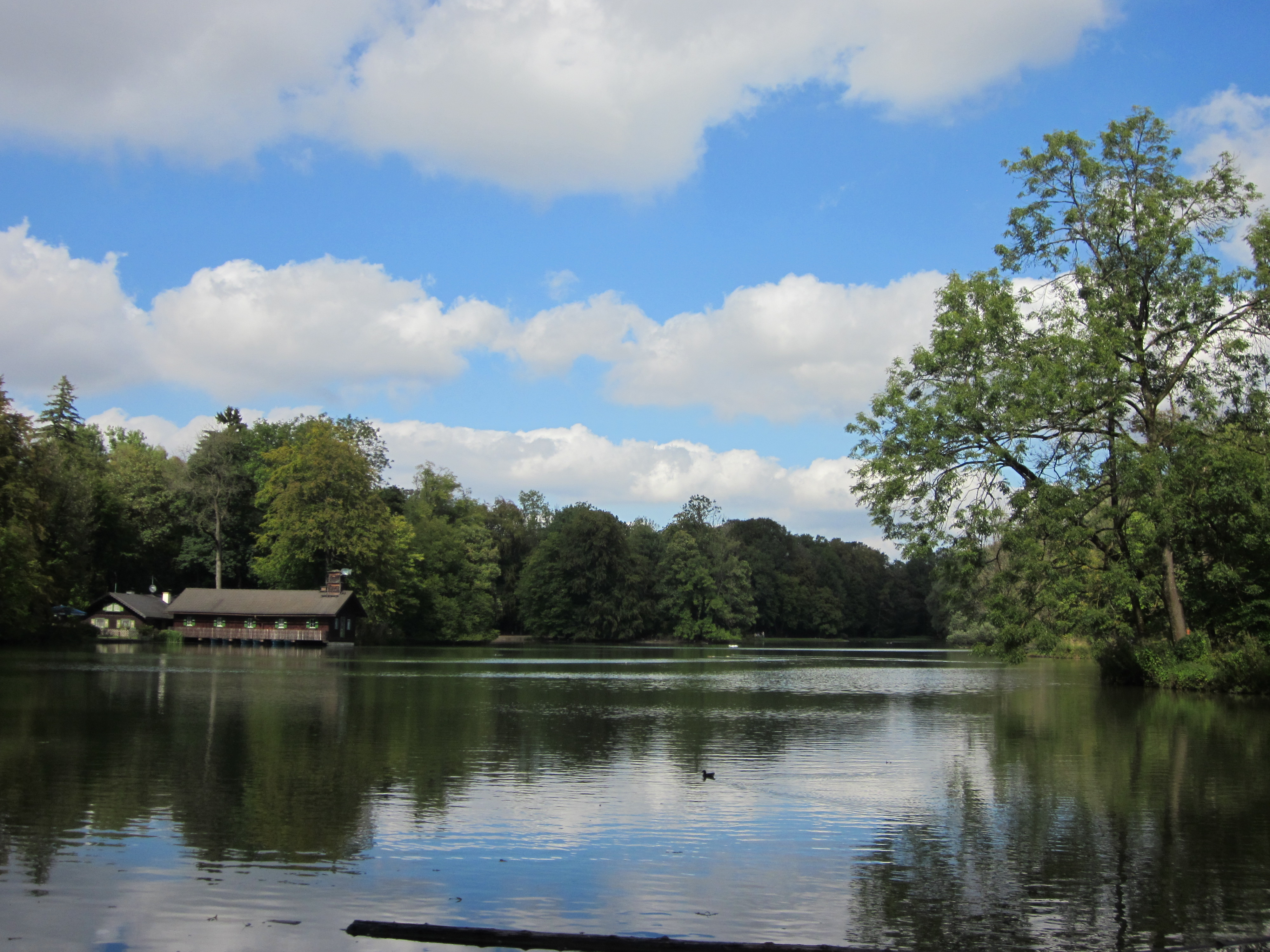
Vue du sud, le hangar à bateaux sur la gauche
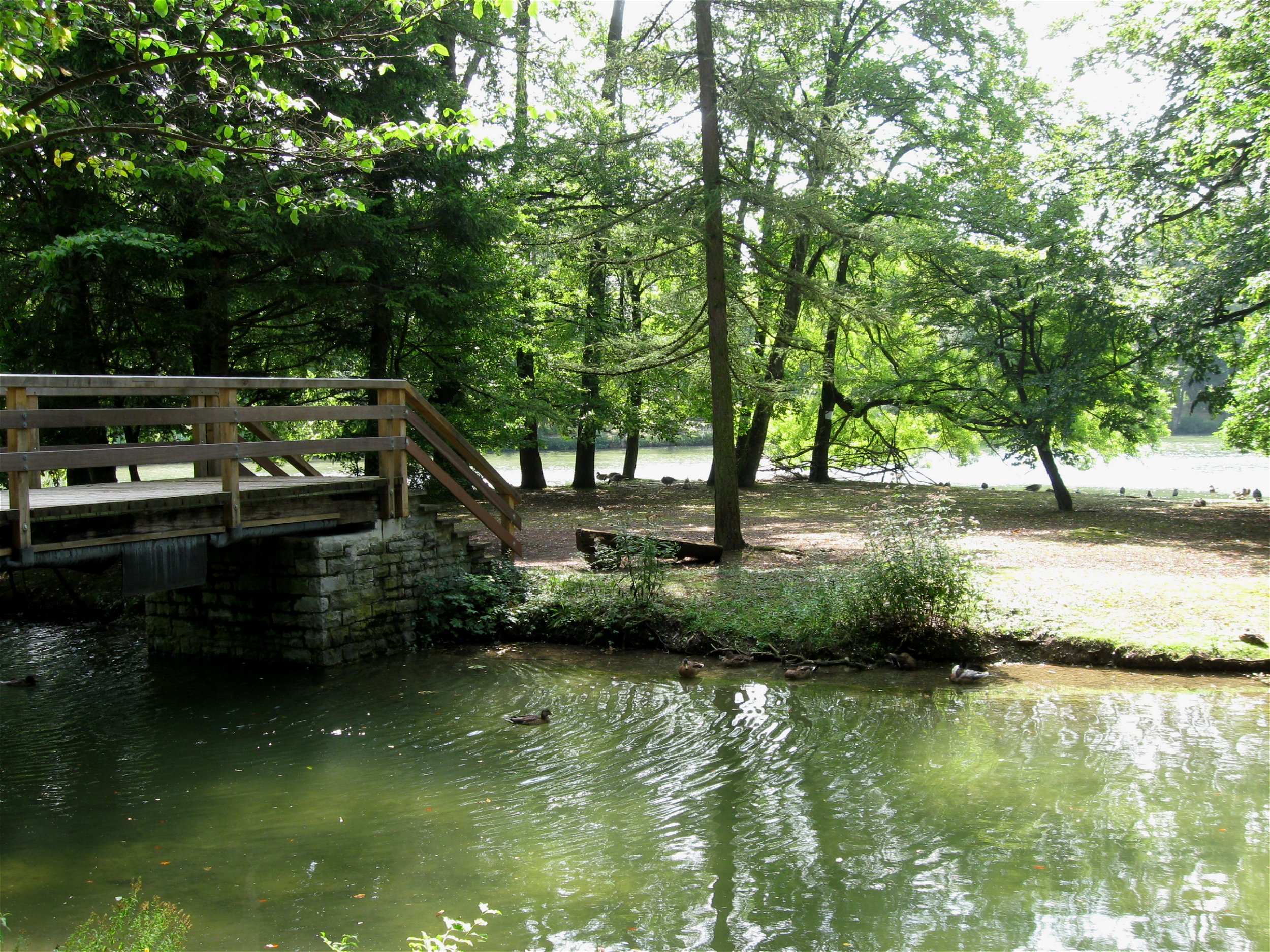
Île avec pont de en bois
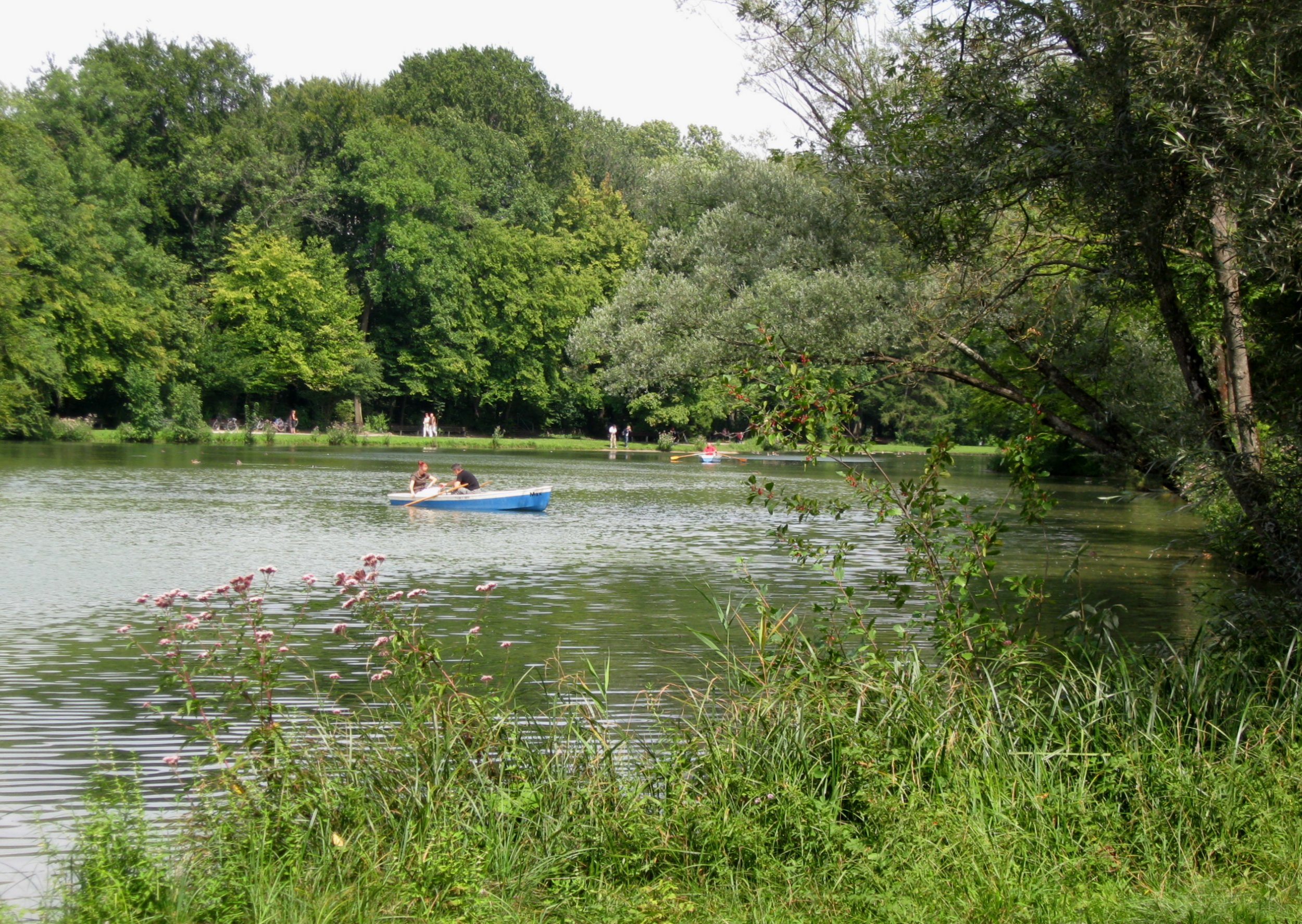
Barques sur le lac
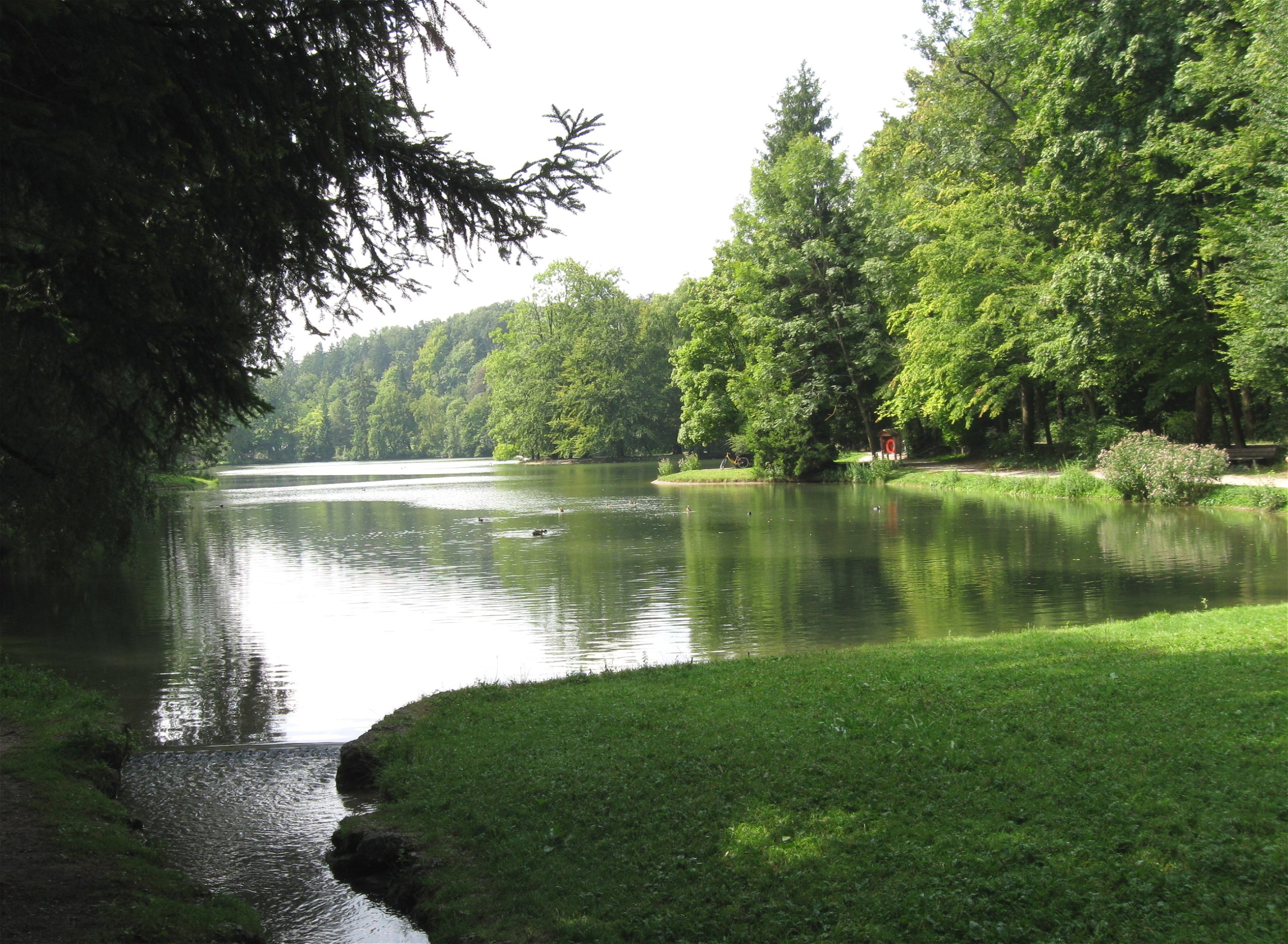
Côté Nord
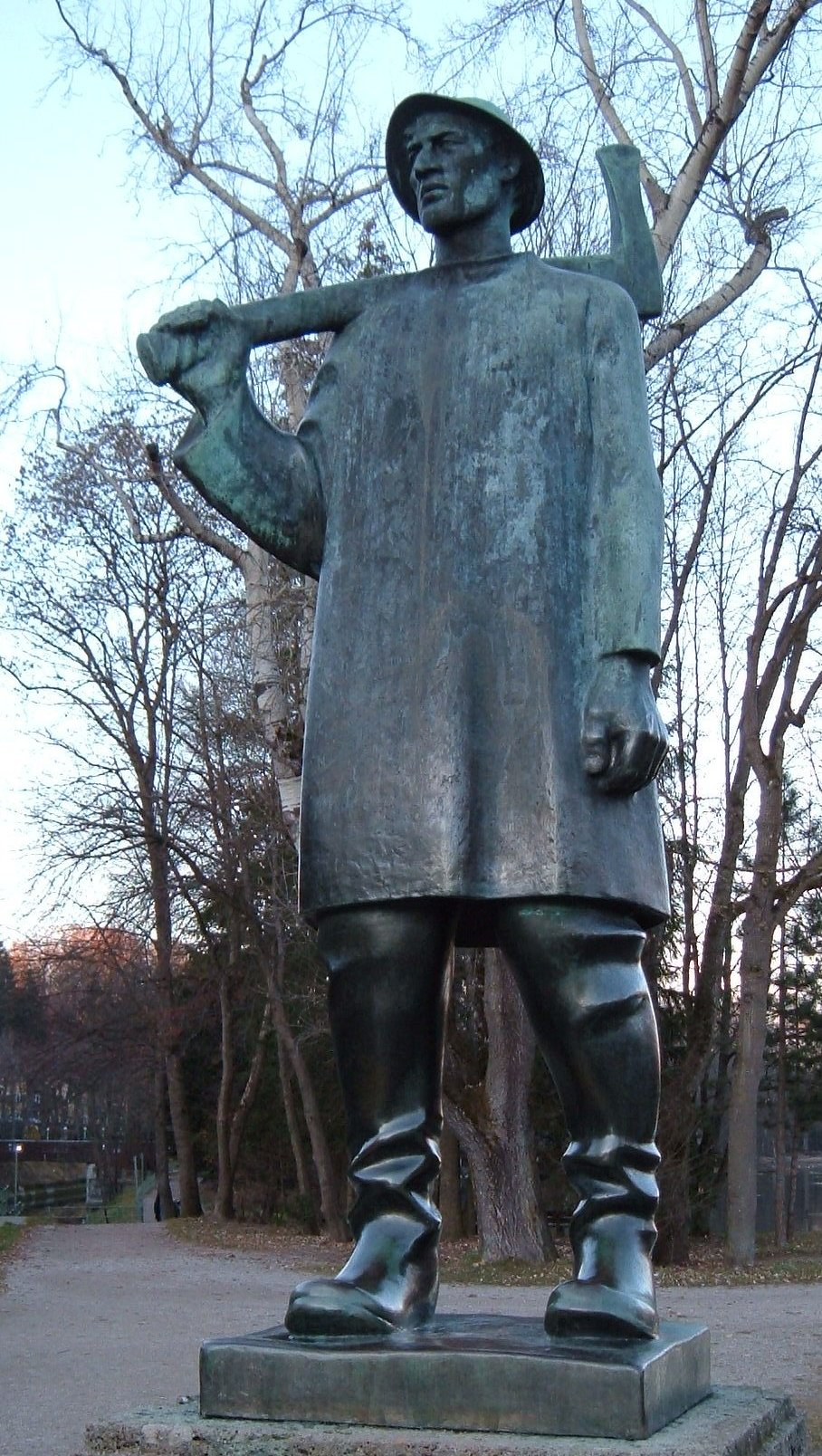
Statue Le batelier de l'Isar